# L’Orphelin de la Chine

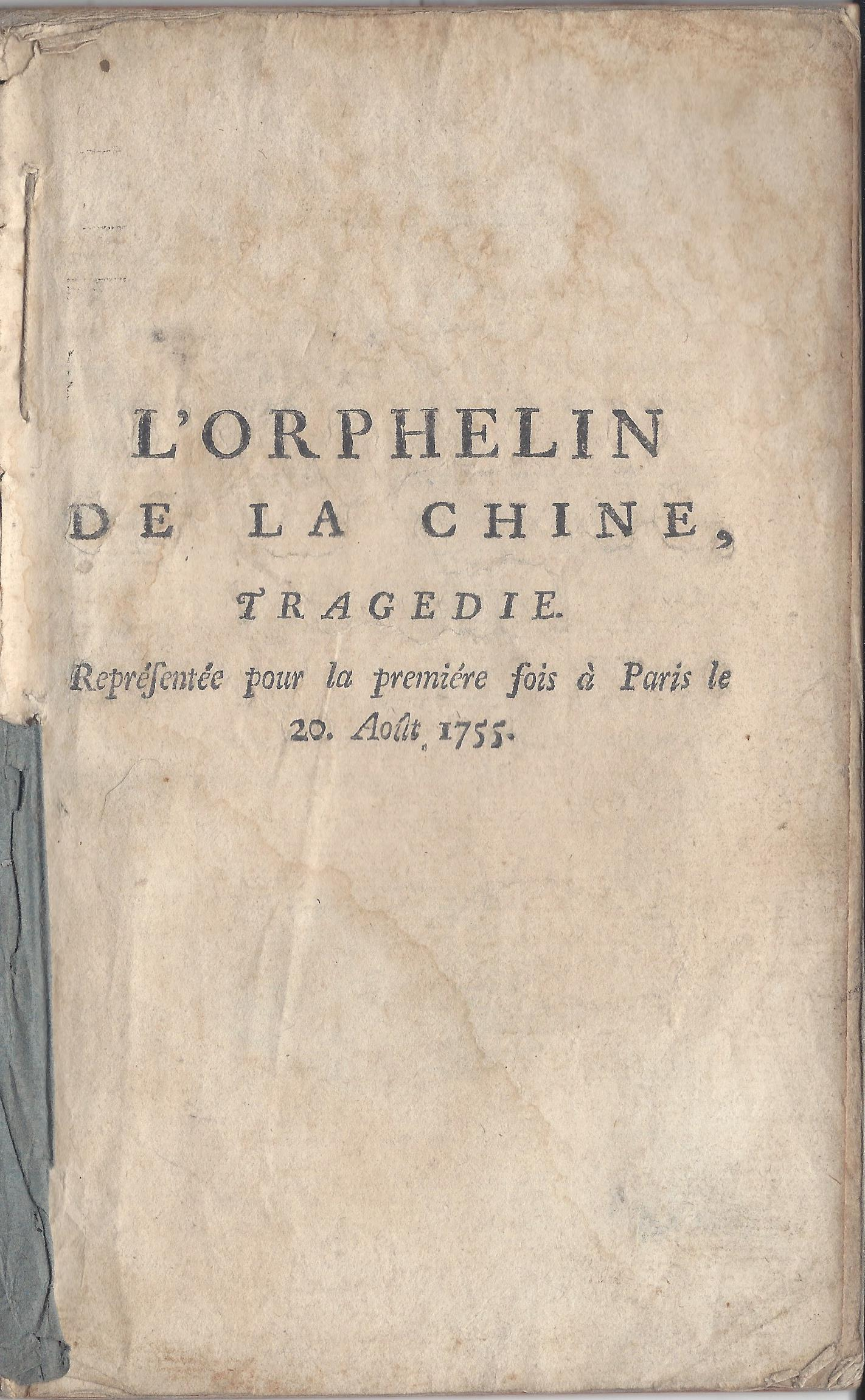
L’Orphelin de la Chine, erste Ausgabe vom Typ A bei Cramer, Genf 1755

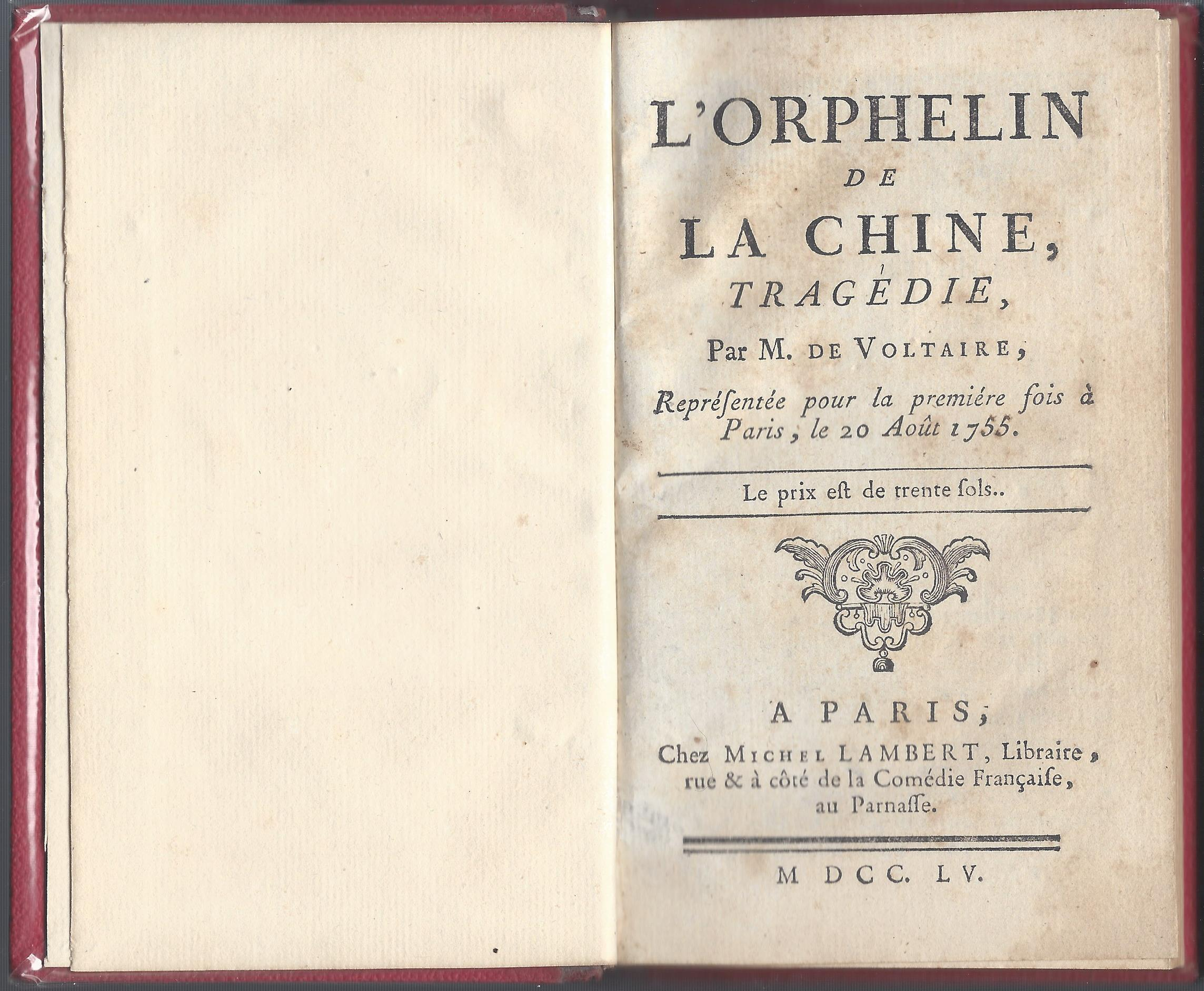
L’Orphelin de la Chine, zweite Ausgabe bei Michel Lambert, Paris 1755

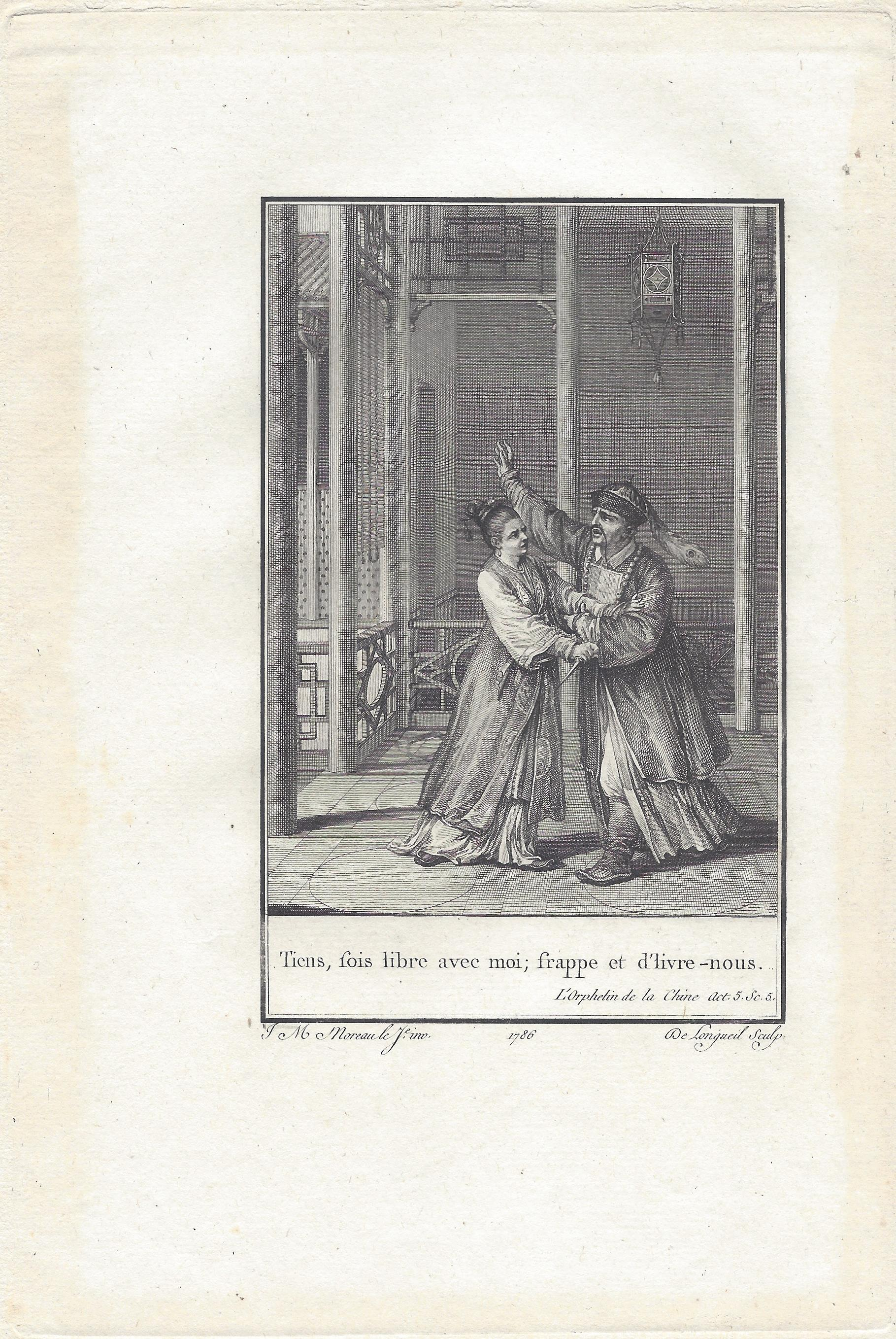
Jean-Michel Moreau: Illustration zum Orphelin de la Chine 1786

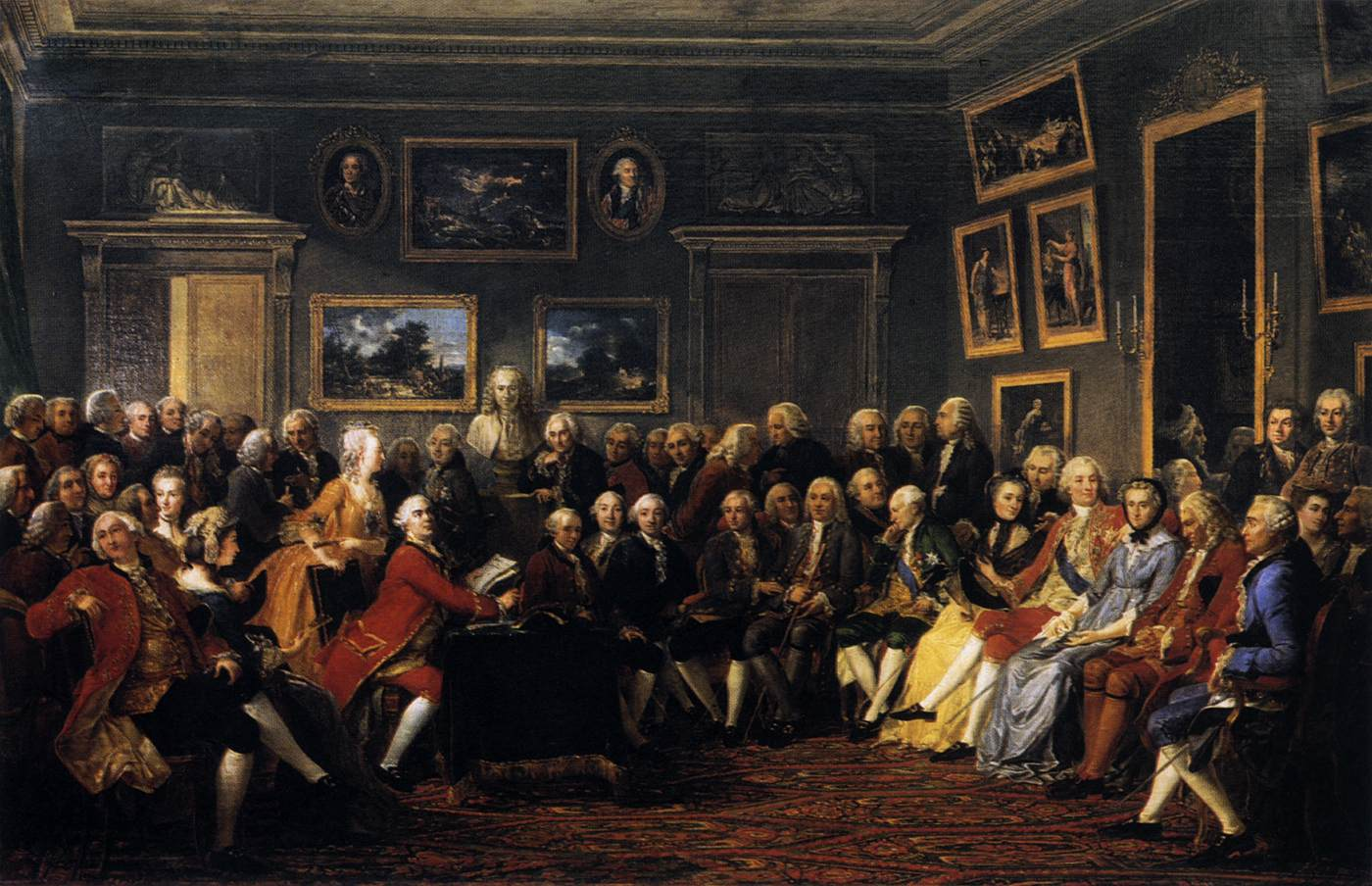
Anicet Charles Gabriel Lemonnier: Die Lesung des L’Orphelin de la Chine im Salon der Mde Geoffrin, 1812

L’Orphelin de la Chine (dt. Titel nach den Erstübersetzungen 1756 und 1763: "Der Waise in China") ist eine Tragödie in fünf Aufzügen von Voltaire. Das Stück wurde 1755 neukonzeptioniert in fünf Akten fertiggestellt und am 20. August desselben Jahres in Paris uraufgeführt. Eine erste durch den Rat der Stadt am 31. Juli missbilligte private Aufführung erfolgte im Juni 1755 in Genf.

## Handlung
Akt 1
Die Handlung spielt 1215 in Peking im Haus des Mandarins Zamti zur Zeit der Eroberung der Stadt durch die Mongolen.
Idamé, die Gattin Zamtis, beklagt sich bei ihrer Vertrauten über ihre eigene Schande und bedauert das Unglück des Kaiserreichs Cachay, das von den Barbaren Dschingis-Kans im Sturm erobert wurde. In lange zurückliegender Zeit liebte Témugin – der jetzige Dschingis Kan – Idamé, konnte sie aber nicht heiraten, weil die Gesetze Chinas die Heirat mit Ausländern verbieten. Später wurde sie die Gattin des tugendhaften Zamti. Idamé befürchtet, dass Dschingis-Kan sich nun an ihrem Gatten rächen wird. Dieser kommt nach Hause und berichtet, dass die barbarischen Horden den Kaiser, dessen Frau und fünf ihrer Söhne ermordet hätten, er aber habe das letzte Kind gerettet. Zamti sieht es als seine erste Pflicht an, über dieses Waisenkind zu wachen. Ein Krieger Dschingis-Kans verlangt die Herausgabe des Sohnes. Doch bleibt der Mandarin bei seinem Vorsatz, das Kind zu schützen. Er lässt seinen Vertrauten Étan schwören, über das Geheimnis für immer Stillschweigen zu bewahren und vereinbart mit ihm, das Waisenkind in den Gräbern seiner Ahnen zu verbergen. Statt des Kaisersohnes soll Étan das einzige Kind des Mandarin zu den Siegern bringen. Der Vertraute seufzt, verspricht aber zu gehorchen.
Akt 2
Étan hat den Auftrag ausgeführt und kehrt mit Tränen zu Zamti zurück. Der Sohn des Kaisers ist jetzt in den Gräbern seiner Väter versteckt, das Kind des Mandarin bei den Barbaren. Idamé ist fassungslos über das, was geschehen ist. Sie bietet Zamti an, anstatt des Kindes sich selber zu opfern. – Dschingis-Kan sieht sich jetzt als der Herrscher, der die Welt unterworfen hat, denkt aber noch an seine alte Liebe. Er will Idamé vergessen, sie nicht mehr sehen. Bei den Siegern erscheint eine verzweifelte Frau und fordert mit den Worten: „Haltet ein, das ist mein Sohn, den ihr umbringt!“ ihren Sohn zurück. Dschingis-Kan erfährt, dass es sich um die Frau des gebildeten Zamti handelt, und gibt Order, beide zu verhören.
|  |

Akt 3
Durch das Verhör wird das Geheimnis um das Kind nicht gelüftet, die Frau verlangt sich vor die Füße Dschingis-Kans zu werfen. Als ihr der Zutritt gewährt wird, erkennt der Herrscher Idamé! Sie verlangt ihr Kind zurück. Er ist sichtlich bewegt, als ihm klar wird, dass die Geliebte seiner Jugendzeit jetzt verheiratet ist, er befiehlt Zamti zu sich und verlangt von beiden Aufklärung über das Kind. Beide sagen aus, dass Zamti seinen eigenen Sohn geliefert habe. Nach ihrem Abgang bespricht der Herrscher die Situation mit einem Vertrauten: Der Mandarin wird bestraft werden – Idamé aber soll leben; Dschingis-Kan will sie vergessen, sie für immer aus seinem Geist (esprit) vertreiben – doch hat er erkennbar mit den alten Gefühlen seiner Liebe für sie zu kämpfen: Er will sie lieben und sehen. Er weiß nicht, was er will.
Akt 4
Dschingis-Kan fragt sich, was er in all seiner Größe erreicht habe: „Ich habe Menschen unglücklich gemacht und ich bin es selbst“. Er bietet Idamé an, sie solle ihren Mann verlassen und ihn heiraten – die Ehescheidung sei durch seine Gesetze erlaubt –, im Gegenzug werde er bei dem Mandarin und beiden Kindern Gnade walten lassen. Idamé erörtert die Lage mit einer Vertrauten, diese hält es für richtig, auf das Angebot des Herrschers einzugehen. Zamti rät seiner Gattin, sie solle ihn verlassen und regieren – er werde sterben. Sie will nun den Sohn des Himmels selbst aus den Gräbern holen und ihn den Anführern ihres ehemaligen Reiches bringen.
Akt 5
Doch fallen sie und das Kind in die Gewalt Dschingis-Kans. Idamé erkennt: Ihr Los ist in ihren eigenen Händen. Sie verlangt, dass Dschingis-Kan nur sie bestraft; dieser liebt Idamé immer noch und macht ihr klar, dass sie mehr als ein Schicksal in ihren Händen halte: Mit einem Wort könne sie ihren Mann vor dem Tode bewahren; wenn sie ihrer Ehe abschwöre, werde er ihren Sohn in den Rang seiner Kinder erheben. Als sie ablehnt, erklärt er, dass ihr Gatte und beide Kinder sterben werden. Auf ihre Bitte gestattet er, dass sie Zamti noch ein letztes Mal sehen könne. Sie schildert ihrem Gatten ihre unglückliche Lage, gibt ihm einen Dolch und bittet ihn sie zu erstechen. Im letzten Moment tritt Dschingis-Kan hinzu, er und seine Wachen entwaffnen den Mandarin. Das Paar glaubt sich erst verloren, doch Dschingis-Kan schenkt ihnen und dem Waisenkind das Leben.

## Beigaben
Voltaire stellte seinem Orphelin eine zehnseitige Widmung an seinen Jugendfreund dem Marschall von Richelieu voran, in der er auf die vierzigjährige Freundschaft zu Richelieu und die chinesische Quelle verweist. Danach folgte im ersten Druck der Erstausgabe der offene Brief an Jean Jacques Rousseau, der Lettre à J(ean). J(aques). R(ousseau). C(itoyen). d(e). G(énève). Der Lettre wurde, leicht durch die Zensur gekürzt, in den Folgeausgaben dem Text nachgestellt. Mit dem bissigen und brillant formulierten Lettre beginnt die offen ausgetragene Fehde mit Rousseau, der in zwei offenen Briefen antwortete.

## Entstehungsgeschichte
Nach dem Bruch Voltaires mit Friedrich II. und der einmonatigen Inhaftierung Voltaires in Frankfurt wurde Voltaire im August 1753 freundschaftlich vom Kurfürsten Karl IV.-Theodor von der Pfalz im Schloss Schwetzingen aufgenommen. Voltaire schrieb an seinen Freund Charles-Augustin de Ferriol d’Argental: „Der Kurfürst hat mir die Artigkeit erwiesen, vier meiner Stücke (im Schlosstheater Schwetzingen) zu spielen. Das hat mein altes Feuer wieder entzündet und ich habe mich, dem Tode nahe, wie ich mich fühle (immer noch!), daran gemacht, den Plan eines neuen Stückes zu entwerfen, das voll von Liebe sein wird. Ich schäme mich fast über diese Träumereien eins alten Narren.“ Diese Notiz ist der erste Hinweis auf den Orphelin. Die zunächst fünfaktig geplante, dann mangels Stoff dreiaktige Fassung entstand im Juli 1754 bei Voltairs Besuch von D'Argental in Plombières. Im September 1754 waren die ersten Abschriften fertig, wie ein Brief des Kurfürsten vom 17. September belegt, der das Stück schon dreimal gelesen haben wollte. Eine Aufführung des von D'Argental und Voltaire in seiner Dreiaktigkeit als unvollkommen angesehene Werk unterblieb. Die einzige in München überkommene Abschrift, wurde 1913 durch Leo Jordan publiziert. Die auf den Rat des Freundes begonnene Überarbeitung auf fünf Akte war am 7. Februar 1755 abgeschlossen. Korrekturen und leichte Abänderungen folgten noch während des Druckes der Erstausgabe bei Cramer im Juli 1755.

## Zeitgenössische Rezeption
Die Pariser Uraufführung in der Comédie-Française mit Henri Louis Lekain in der Rolle des Gengis und der Claire Clairon in der Rolle der Idamé verlief erfolgreich und erlebte zwölf Aufführungen in Folge. Voltaire übertrug den Darstellern danach die Rechte. Das Stück wurde im Herbst wieder in Fontainebleau aufgenommen. Unter mehreren Parodien und Bearbeitungen, als Erfolgsindikator, ist das einaktige Stück Les Magots uraufgeführt am 19. März 1756 von den Comédiens italiens ordinaires du Roi von Claude-Henri de Fusée de Voisenon hervorzuheben. Vincenzo Galeotti verarbeitete den Stoff 1780 zu einem einaktigen Ballettstück. Anicet Charles Gabriel Lemonnier malte 1812 eine erste Lesung des Stückes im Salon der Madame Geoffrin.

## Aufführungen
Eine erste private Aufführung der Urfassung fand nach ersten Proben in Genf im Juni 1755 in Voltaires gerade im März erworbenem Sitz Les Délices statt.

## Drucklegung
Voltaire siedelte im März 1755 auf eine Einladung des Verlegers Gabriel Cramer (1723–1793) zunächst nach Genf über, wo er das Landgut Les Délices erwarb. Der erste Druck des Orphelin mit privatem Charakter ohne Titelblatt war die erste umfangreichere gemeinsame Veröffentlichung von Voltaire mit Cramer. Letzte Veränderungen des Textes und der Abfolge der Begleittexte wurden noch während der Drucklegung eingebracht. Im August des gleichen Jahres erschien die erste offizielle französische Ausgabe bei Michel Lambert in Paris. In ihr sind die Errata der Genfer Ausgabe eingearbeitet. Im offenen Brief an Rousseau wurde der letzte Halbsatz durch die Zensur unterdrückt. Der Verfasser des Werkverzeichnisses, Bengesco, erklärte die Lambertausgabe irrtümlich zur Erstausgabe.

## Erste Ausgaben
- L’Orphelin de la Chine, nur Halbtitel, (Cramer, Genf, 1755), XV, (I), 80 S. Variante A der Erstausgabe
- L’Orphelin de la Chine, nur Halbtitel, (Cramer, Genf, 1755), X, (II), 85 (II) S. Variante B der Erstausgabe, mit dem nunmehr an das Ende gestellten Lettre à Rousseau und einem Blatt Errata Digitalisat auf Gallica
- L’Orphelin de la Chine, nur Halbtitel, (Cramer, Genf, 1755), X, (II), 86 S. Variante C der Erstausgabe, mit dem an das Ende gestellten Lettre à Rousseau und den Errata
- L’Orphelin de la Chine, Lambert, Paris, 1755, XII, 72 S., Titelblatt mit mehreren Varianten des typographischen Elementes
- Der Waise in China, ein Trauerspiel des Herrn von Voltaire. Breslau, "bey Carl Gottfried Meyer", 1756. (erm. Übers.: Julius Friedrich Scharffenstein)
- Der Waise in China, ein Trauerspiel von 5 Aufzügen aus dem Französischen des Herrn von Voltaire, in teutsche Verse übersetzt... von Ludwig Korn, Wien, im Kraussischen Buchladen, 1763, II, 80 S.
- Voltaires Orphelin de la Chine, in 3 Akten, nach der einzigen Münchner Handschrift, mit Einleitung, den Varianten der Münchener Handschrift und der Drucke des fünfaktigen Orphelin, nebst Anmerkungen, zum ersten Male herausgegeben von Leo Jordan, Dresden, Gesellschaft für romanische Literatur, 1913, VII, 231 S. Digitalisat auf Archive.com